# M. D. Geist
M. D. Geist (jap. 装鬼兵MDガイスト, Sōkihei M.D. Gaisuto) ist ein Science-Fiction-Anime der japanischen Regisseure Koichi Ohata und Hayato Ikeda aus dem Jahr 1986. 1996 erschien der Directors Cut, welcher 5 zusätzliche Minuten, darunter neubearbeitete Szenen, beinhaltet und zudem eine neue Synchronisation besitzt. Im selben Jahr entstand die Fortsetzung M.D. Geist II - Death Force, ebenfalls unter der Regie von Koichi Ohata. Die postapokalyptischen OVAs existieren sowohl einzeln als auch in einer kombinierten Langfassung.

## Handlung
Die beiden genetisch veränderten Soldaten Krauser und Geist sind ehemalige Forschungsprojekte zur Züchtung eines Supersoldaten, die auf dem Planeten Jura (gelegentlich auch als Jerra übersetzt) in einen Krieg zwischen den Regierungstruppen und den Unabhängigkeit anstrebenden Negruroms(Nexrum) verwickelt sind. Während Geist wegen seiner Gewalttätigkeit ruhiggestellt und in eine Umlaufbahn um den Planeten verbannt wurde, baute Krauser eine Festung, in der viele Einwohner des Planeten sicher leben können.

### M.D. Geist I: Most Dangerous Soldier
Im ersten Teil des Films kann Geist aus seiner Verbannung entkommen, da der Satellit, auf welchem er im Kälteschlaf gefangengehalten wurde, auf den Planeten Jerra stürzt. Er tötet den Anführer einer Bande von Gesetzlosen und wird selbst deren neuer Anführer, wobei sich Vaiya, die Geliebte des Getöteten, für ihn interessiert, was Geist aber ignoriert, da er nur gefallen am Kampf findet.
Er führt die Gruppe zu immer waghalsigeren Überfällen. Als die Bande während eines Überfalls eine fahrende Festung der Regierungstruppen vor den Negruroms rettet, schließt Geist sich entgegen dem Willen von Oberst Kurz, dem Kommandanten der Festung, dieser an. Die Mission der Regierungstruppen ist es in den Brain Palace einzudringen und das Anlaufen des Death-Force-Programmes (einer Massenvernichtungswaffe), zu stoppen, dessen Countdown nach der Ermordung des Präsidenten automatisch begonnen hat. Die Regierungstruppen dringen in den Brain-Palace ein, werden aber Alle bis auf Kurz und Geist getötet. Vor dem Kontrollraum versucht Kurz Geist mit einem speziellen Wachandroiden zu vernichten, da er ihn für eine unberechenbare Gefahr hält, er unterliegt jedoch und wird von Geist getötet. Geist hat nun die Möglichkeit das Programm zu stoppen, entscheidet sich jedoch vor den Augen der entsetzten Vaiya dagegen, womit Death-Force auf den Planeten losgelassen wird: Millionen zur Selbstvervielfältigung fähige Roboter ergießen sich über Jerra, und beginnen damit Alles Leben auszulöschen.

### M.D. Geist II: Death Force
Im zweiten Teil des Films hat die Death Force fast alle Bewohner von Jerra getötet, und Geist streift auf der Suche nach immer neuen Kämpfen über den Planeten. Dabei wird er von einem hochentwickelten Cyborg gefangen genommen und zu einem Wissenschaftler in Krausers Festung gebracht. Dieser hält Geist – der sich im Gegensatz zu Krauser keiner regenerativen Therapie unterziehen muss – für den ultimativen Kämpfer und führt mit ihm Experimente durch, die Geists Brutalität noch steigern. Als Krauser mit den Resten der Regierungstruppen einen Plan entwickelt, um die Einheiten der Death Force endgültig zu vernichten, wird das Vorhaben durch Geist vereitelt. Mit Unterstützung der Death Force plant Geist nun, die letzten Bewohner Juras zu töten. Im Endkampf wird Krausers Festung zerstört und die Bewohner von der Death Force getötet, auch Krauser findet den Tod. Das Schicksal von Geist, der von Krauser schwer verwundet wurde, bleibt ungewiss.

### M.D. Geist: Ground Zero
Ein Comic der die Vorgeschichte zum Anime erzählt und auch die erste Begegnung von Kurz und Geist zeigt.

### Namensbedeutung
„M. D.“ (eigentlich „M. D. S.“) steht für den englischen Begriff „Most Dangerous (Soldier)“ („Gefährlichster Soldat“).